# Look at Them Beans
Look at Them Beans je album Johnnyja Casha, objavljen 1975. u izdanju Columbia Recordsa. Omot prikazuje Casha i njegova sina, Johna Cartera Casha. Album je zauzeo 38. mjesto na country ljestvici, a naslovna pjesma, jedini singl s albuma, 17. poziciju na country ljestvici singlova.

## Popis pjesama
1. "Texas, 1947" (Guy Clark) – 3:10
2. "What Have You Got Planned Tonight Diana" (Dave Kirby) – 4:05
3. "Look at Them Beans" (Joe Tex) – 2:58
4. "No Charge" (Harlan Howard) – 3:17
5. "I Hardly Ever Sing Beer Drinking Songs" (Cash) – 2:40
6. "Down the Road I Go" (Don Williams) – 2:28
7. "I Never Met a Man Like You Before" (Cash) – 3:00
8. "All Around Cowboy" (Len Pollard/Jack Routh) – 2:50
9. "Gone" (Helen Carter/June Carter Cash) – 2:16
10. "Down at Drippin' Springs" (Cash) – 2:25

## Izvođači
- Johnny Cash - vokali
- Al Casey - gitara

## Ljestvice
Album - Billboard (Sjeverna Amerika)
| Godina | Ljestvica      | Pozicija |
| ------ | -------------- | -------- |
| 1975.  | Country albumi | 38       |

Singlovi - Billboard (Sjeverna Amerika)
| Godina | Singl                | Ljestvica        | Pozicija |
| ------ | -------------------- | ---------------- | -------- |
| 1975.  | "Look at Them Beans" | Country singlovi | 17       |

## Vanjske poveznice
- Podaci o albumu i tekstovi pjesama